# Władysław Urbanek
Władysław Urbanek, (ur. 1919 r., zm. 18 sierpnia 1946 r. w Odrzykoniu) – rolnik, żołnierz AK.
Syn Ignacego i Apolonii. Był młodszym bratem Józefa Urbanka, komendanta Odrzykońskiej placówki AK w ostatnich miesiącach okupacji niemieckiej. 
18 lipca 1946 Władysław Urbanek został zastrzelony w polu przez jednego z funkcjonariuszy krośnieńskiego UB, którzy przybyli tam by go zatrzymać.
W lutym 2010, w sprawie z oskarżenia pionu śledczego IPN, który ściga zbrodnie ludzi aparatu władzy PRL, Sąd Okręgowy w Warszawie uznał, iż Władysława Urbanka zabito nie w obronie koniecznej, ale działając z zamiarem zabójstwa i skazał sprawcę na 8 lat więzienia.
W miejscu zabójstwa Władysława Urbanka, w 1996 r. stanął pamiątkowy obelisk.